# CREAM-SODA PRESENTS
『CREAM-SODA PRESENTS』（クリームソーダ・プレゼンツ）は、BLACK CATSの1作目のスタジオ・アルバム。

## 内容
14曲中3曲はカバー曲。アルバムのタイトルの由来は、バンドメンバー全員が働いた原宿の店であり、ジャケットは、ピンク色のクリームソーダを飲もうとするサングラスの女性の絵である。
アルバムでは、最後にある「BLACK CATS」は、再結成期にリリースしたシングルとは同名異曲。「あの娘（こ）のファニーフェイス」「LOVE IS BLIND」は、元モデルのくればやし美子による作詞。

## 収録曲
- ※…カバー曲。
- 作詞・作曲・編曲：BLACK CATS（特記以外）

1. LOVE STORY
2. 悲しきテディ・ボーイ
  - 作曲：東山光良
3. ジニー・ジニー・ジニー※
  - 作詞・作曲：Matola & Page
4. あの娘のファニー・フェイス
  - 作詞：くればやし美子　作曲：東山光良
5. 1950
  - 作曲：林敏明
6. COVER GIRL
7. WHEN※
  - 作詞・作曲：P.Evans・J.Reardon
8. SUMMER TIME BLUES※
  - 作詞・作曲：ジェリー・ケープハート・エディ・コクラン
9. シンガポールナイト
10. DRIVE GOOD
11. 夢のビッグ・マシン
  - 曲：林敏明
12. ROCKN' ROLL BAND
  - 作詞・作曲：John-C.Fogerty・BLACK CATS
13. LOVE IS BLIND
  - 作詞：くればやし美子
14. BLACK CATS